# Ameiurus brunneus
Ameiurus brunneus е вид лъчеперка от семейство Ictaluridae. Видът е незастрашен от изчезване.

## Разпространение
Разпространен е в САЩ.

## Описание
На дължина достигат до 29 cm.
Популацията на вида е стабилна.